# Boletín Oficial de Cantabria
El Boletín Oficial de Cantabria (también conocido por sus siglas, BOC) es el periódico oficial de la comunidad autónoma de Cantabria (España). En él se publica toda la legislación propia emanada del Parlamento de Cantabria, los decretos oficiales del Gobierno de Cantabria y la normativa de los ayuntamientos de la comunidad.
Se crea en el año 1999 mediante el Decreto 100/1999, de 31 de agosto y el 1 de enero de 2010 deja de emitirse su versión en papel para ser totalmente electrónico. Con anterioridad, desde 1833 y hasta 1892, se publicó el Boletín Oficial de la Provincia de Santander.
El Boletín Oficial de Cantabria es un servicio público de acceso universal y gratuito que garantiza el derecho de los ciudadanos a acceder a los documentos que se publican en el mismo y a una base de datos que facilita su consulta. El texto de las leyes, disposiciones y actos publicados en la edición electrónica del Boletín Oficial de Cantabria tiene la consideración de oficial y auténtico.
Su publicación tiene lugar todos los días del año, excepto los sábados, domingos y festivos de ámbito nacional o autonómico.